# Беляев, Константин Иванович (архитектор)
Константи́н Ива́нович Беля́ев (16 августа 1884, Вологда — 14 мая 1942, Вологда) — вологодский архитектор (1922—1928 годы — губернский архитектор), инженер (1926—1928 годы — губернский инженер), краевед, один из активных участников Северного кружка любителей изящных искусств и Вологодского общества изучения Северного края.

## Биография
Родился 16 августа 1884 года в Вологде, в семье коллежского регистратора Вологодского губернского правления Ивана Константиновича Беляева (1853—1893); мать — Аполлинария Ивановна. В семье были ещё две дочери: Любовь (1882—1962) и Софья (1886—1934). После ранней смерти главы семейства, заботу о ней взял на себя его старший брат, Александр Константинович Беляев (1850-1925), который служил в Вологодской почтово-телеграфной конторе первого класса.
С 8 лет обучался в Вологодском Александровском реальном училище. Проучившись несколько классов в училище, продолжил учёбу в Вологодской мужской гимназии. Затем попытался поступить в Санкт-Петербургский Институт гражданских инженеров, но, сдав все экзамены на «отлично», кроме экзамена по рисунку, по которому получил «хорошо», не был зачислен. Только на следующий год, сдав все вступительные экзамены на «отлично», был принят на архитектурное отделение этого института. Из-за революционных событий 1905—1906 годов занятия студентов в институте прерывались. И только в 1912 году с отличием (за проект собора и церковного здания) окончил институт — с правом на чин X класса.
После окончания института был определён младшим инженером строительного отделения Вологодского Губернского правления, где когда-то служил его дед. Вступив в должность, он также сразу активно занялся общественной работой, став членом Северного кружка любителей изящных искусств (СКЛИИ). В 1914 году Северным кружком была выпущена книга «Вологда в её старине», которая до настоящего времени является лучшим архитектурным путеводителем по Вологде. В работе по подготовке книги оказывал помощь и К. И. Беляев, о чём упоминает Г. К. Лукомский в предисловии. Одновременно с работой в СКЛИИ, К. И. Беляев состоял в Вологодском обществе изучения Северного края: здесь его работы касались географии, истории, экономики, культуры, быта, в это время он совершал краеведческие экспедиции. Был избран секретарем одной из пяти комиссий общества — историко-археологической, а в 1918 году — членом Правления ВОИСК. СКЛИИ в 1920 году был закрыт, а жизнь в ВОИСК затухала.
В конце 1915 года К. И. Беляев, младший архитектор строительного отделения Вологодского Губернского правления, гражданский инженер, титулярный советник, увольняется со службы в Правлении и по настоянию А. А. Можайского, председателя Вологодской губернской земской управы, перешёл заведовать Дорожно-строительным бюро Управы.
В 1912—1930 гг. работал в Вологде (1922—1928 годы — губернский архитектор, 1926—1928 годы — губернский инженер). В 1917 году проживал по адресу Малая Духовская, дом 40. Будучи губернским архитектором, выступал против уничтожения церквей в центре города, особенно Спасо-Всеградского собора. Отказался принимать участие (в качестве архитектора) в реконструкции собора. Будучи губернским архитектором, в 1925 году был назначен руководителем строительства первого советского крупного культурного объекта Вологодской губернии — Народного дома железнодорожников (сейчас Дворец культуры железнодорожников, памятник архитектуры, крупнейшее деревянное здание Вологды).
С 1930 по 1937 годы, опасаясь репрессий, переезжал со всей семьёй (5 человек) из города в город: Серпухов, Златоуст, Южный Сахалин (г. Александровск). Вернулся в 1937 году в Вологду. Некоторое время работал учителем рисования, потом по состоянию здоровья получил инвалидность и 14 мая 1942 года умер от сердечного приступа. Оставил много нереализованных проектов — церквей, рынков.

## Семья
Дети Константина Ивановича Беляева и Надежды Ивановны Беляевой:
- Вера, в замужестве Дружинина (1923—1999), работала преподавателем немецкого языка в школах Вологды до пенсии.
- Лидия, в замужестве Хромова (1925—2013), закончила Вологодское медицинское училище, работала лаборантом в Санкт-Петербурге.
- Галина, в замужестве Гудкова (1932—2011), преподаватель немецкого, английского языков, работала в Ленинградской области в г. Подпорожье.
- Людмила, в замужестве Лутанова (1937—2018), училась в музыкальном училище г. Вологды. Закончила Ленинградский институт культуры имени Крупской (музыкальное народное отделение). Работала в музыкальной школе Череповца, и в музыкальном училище одновременно 4 года. Стаж работы на одном месте 56 лет. Руководила русским народным оркестром в течение 28 лет.
- Георгий (1941), окончил Ленинградский институт точной механики и оптики. Работал в г. Арзамас-16.(ВНИИЭФ-РФЯЦ)
- Сергей (1928-1968)